# Acacia bidentata
Acacia bidentata är en ärtväxtart som beskrevs av George Bentham. Acacia bidentata ingår i släktet akacior, och familjen ärtväxter. Inga underarter finns listade i Catalogue of Life.